# Ideias para Adiar o Fim do Mundo
Ideias para Adiar o Fim do Mundo é um livro do ambientalista, filósofo e líder indígena brasileiro Ailton Krenak. O livro é escrito em tom dialógico, utilizando ensaios, reflexões e anedotas, e sintetiza duas conferências e uma entrevista do escritor indígena realizadas em Portugal em 2017 e 2019. Foi publicado pela primeira vez em português brasileiro pela editora Companhia das Letras em São Paulo em 2019. O presente livro é dividido em três partes, sendo "Ideias para adiar o fim do Mundo", "Do sonho e da terra" e "A humanidade que pensamos ser".  Apresentando a visão de mundo de um povo indígena, que é contra a exploração excessiva da a natureza, o autor considera o futuro do planeta e, portanto, da humanidade, tentando apresentar formas de retardar a destruição da vida. Por isso é uma obra que apresenta reflexões sobre o presente e o futuro como uma possibilidade ainda não aberta. O livro também foi publicado em inglês, alemão, holandês, italiano e espanhol. 

## Argumento
O livro foca no conceito da relação entre a humanidade e a natureza, e a necessidade de encontrar um equilíbrio sustentável para o futuro do planeta. O livro descreve a percepção indígena dos problemas contemporâneos, reflete criticamente sobre a ideia de humanidade como algo separado da natureza e propõe discutir desafios e potencialidades da modernidade na compreensão de problemas passados e contemporâneos para criar um mundo mais justo e sustentável. De acordo com o líder indígena brasileiro, apenas rejeitando a ideia de que o ser humano é superior a outras formas de vida poderemos voltar a dar valor à nossa vida e, ao mesmo tempo, ter a possibilidade de restabelecer uma relação correta com o planeta.
O título, segundo Krenak, é uma provocação e um ponto de partida para a reflexão sobre o "mito da sustentabilidade, inventado pelas corporações para justificar o ataque que fazem à nossa ideia de natureza".

## Desenvolvimento e publicação
Em 2017, a convite de Eduardo Viveiros de Castro, Krenak aceitou participar da conferência "Os involuntários da pátria" em Lisboa, um evento cultural ibero-americano que ocorreu no ano em que a cidade foi capital ibero-americana da cultura. Durante a conferência, foi apresentado o documentário Ailton Krenak e o Sonho da Pedra (2017, 52 min), dirigido por Marco Altberg. Em seguida, Krenak conversou com os participantes, e essas conversas foram compiladas no livro Ideias para Adiar o Fim do Mundo. O livro é dividido em três capítulos, que incluem as duas conferências e uma entrevista com o autor.
O primeiro capítulo, intitulado "Ideias para Adiar o Fim do Mundo", é baseado na conferência realizada por Krenak em 6 de março de 2019 no Instituto de Ciências Sociais da Universidade de Lisboa, como parte de um ciclo de seminários coordenado por Susana de Matos Viegas e transcrita por Joëlle Ghazarian.
Nele, ele introduz como que surgiu a ideia do livro e faz uma comparação de epistemologias ocidentais e indígenas. Diz que o grande problema das ocidentais é dividir tudo em dicotomias. Como uma sub-humanidade e humanidade que tem direito a tudo (os civilizados e os bárbaros), a natureza e o ser humano. Estando os ocidentais cada vez mais atomizados, incapazes de ser reconhecer em coletivo, não reconhece a natureza como viva e sim apenas recursos para satisfazer as próprias vontades.
O segundo capítulo, intitulado "Do sonho e da terra", nasceu de uma conferência realizada em maio de 2017 no Teatro Municipal Maria Matos, em Lisboa, como parte do ciclo de conferências "Questões Indígenas: ecologia, terra e saberes ameríndios".
Este capítulo começa nos informando da relação entre o povo Krenak e o estado brasileiro. Uma relação difícil, já que o estado defende essa forma de exploração da terra que os indígenas não querem contribuir. Exploração essa que ajuda a ficarmos mais próximos de uma possível extinção em massa. O progresso e a alienação, nesse texto, andam lado a lado. Essa ideia de progresso nos torna cegos para as coisas que realmente necessitamos, como uma terra que nos dê o suficiente para viver. É isso de que existe somente uma humanidade, uma verdade real e iluminada que exclui todos os outros modos de vida. Ao ponto de colocarmo-nos tanto no centro, de existir uma era com o nome dessa visão.
O autor não rejeita a razão, mas sim como única possibilidade de se ver o mundo, tanto que atribui ao sonho, outra forma de cosmovisão, outra jeito de se entender que deveria ser tão respeitada quanto essa razão que alimenta um modo de vida autodestrutivo.
O terceiro capítulo, intitulado "A humanidade que pensávamos ser", foi originalmente produzido para o catálogo da conferência-dança Antropocenas (2017), de João dos Santos Martins e Rita Natalio. A transcrição e edição da entrevista concedida por Rita Natálio e Pedro Neves Marques a Ailton Krenak em maio de 2017, em Lisboa, ficaram a cargo de Marta Lança.
Nesse último texto, ele conjetura se é possível livrar-nos desse conceito de humanidade única. Imagina que entraríamos em crise, pois essa ideia é confortável. Mas ele ao mesmo tempo pergunta, por que não, essa crise? Então seria necessário nos desestabilizar para recriarmos. Ailton, nos diz, em suma, que é preciso recriarmos nossa ideia de humanidade se queremos sobreviver. Entender novas concepções, abarcar a natureza como parte de nós. No final, todos os textos são uma crítica a nossa ideia de progresso e a alienação que essa ideologia nos traz.

### Idiomas
O livro foi traduzido para o inglês por Anthony Doyle e publicado em 2020 sob o título Ideas to Postpone the End of the World pela editora canadense House of Anansi Press. No mesmo ano, também foi publicado em francês pela editora Editions Dehors com o título Idées pour retarder la fin du monde, traduzido por Julien Pallotta, e em italiano pela editora Aboca Edizioni com o título Idee per rimandare la fine del mondo. L'identità esemplare di un piccolo popolo per il futuro delle società umane, traduzido por Sara Cavarero.
No início de 2021, a primeira edição em espanhol foi publicada pela Editorial Prometeo de Buenos Aires, Argentina, com o título Ideas para postergar el fin del mundo. Também em 2021, o livro foi publicado em alemão e holandês.

## Recepção
O livro foi o terceiro mais vendido durante a Festa Literária Internacional de Paraty (FLIP) em 2019, no estado do Rio de Janeiro.
De acordo com o pesquisador Renato Natan Ferreira Souza, o livro se torna uma importante fonte teórica e empírica para os pesquisadores que trabalham com temas de sustentabilidade e comunidades tradicionais. Em uma entrevista com o ativista e autor Ben Rawlence por Cal Flyn, publicada no portal web Five Books, o livro Ideias para Adiar o Fim do Mundo é considerado como um dos cinco melhores livros sobre adaptação climática. Rawlence menciona que o livro "fala sobre a cosmovisão indígena de seu povo e como esses conceitos podem nos ajudar a pensar sobre o papel dos humanos em relação ao nosso habitat e entre nós" e que é um livro que inspira mudanças no comportamento, nos referenciais e no pensamento das pessoas imersas em uma tradição ocidental muito racionalista.
A edição de 2021 do Festival de Cinema e Mídia Porto/Post/Doc em Portugal adotou "Ideias para adiar o fim do mundo" como ideia central para a curadoria da mostra audiovisual.